# 2016 na música sul-coreana

## Estréias de dissoluções em 2016

### Debuting groups & units
- 2KIZ (Badkiz)
- 2U
- 4X
- A to Z
- A.de
- A.Some
- AFOS
- Already Free
- AOA Cream (AOA)
- APL
- ASTRO
- AxisB
- BEBE
- Black Pink
- BLEND
- Bling
- Bloomy
- Bolbbalgan4
- Boys24
- BNG (Brand New Girl)
- Brand New Days
- Bulldok
- C.I.V.A
- Circus Crazy
- CocoSori
- Cosmic Girls
- Cotton EYE Joe
- Dauntless Juliet
- DIANA
- Dimepiece
- D.I.P
- Dorothy
- Double B
- DUSKY80
- Ela8te
- EX.T
- ExoDus Records
- First Secret
- Gattaca
- GIRLS ON TOP
- Grey Day
- Gugudan
- Hafa Adai
- Hanalog Tempo
- Hanky Project
- Hi.D (High Lady)
- HIGHTEEN
- Holics
- Instar
- I.B.I
- I.M.I
- I.O.I
- Imfact
- INX
- I-REN
- J-Young
- J2KC
- KNK
- KimJiZi (Produce101)
- KREATURES
- LEARNING PROJECT
- Lempicka
- Limited
- Lowroof
- MADE
- MASC
- MATILDA
- MERCURY
- Merry Round
- Merry Sweet Cafe
- MIXX
- MOXIE
- NCT (NCT U / NCT 127/ NCT Dream)
- New-A
- New Blood
- Nine Muses A (Nine Muses)
- NTB/Naughty Boys
- N.T.B/New Town Boys
- Nudyman
- O21 (O TO ONE)
- OMZM
- ON THE ROAD
- Pentagon
- Pit-a-Pat
- Princess
- Real Girl Project
- Red-L
- REDSUN
- Sapo910
- Scandal
- SF9 (Sensational Feeling 9)
- Smile Girls
- SOL-T
- Switch Berry (Switch)
- TemFive
- Top Secret (formerly 7stone)
- Triple T (Hyoyeon (Girls' Generation), Min (Miss A), e JoKwon (2AM))
- The King
- Twinkle
- Two L
- UNNIES
- Unused
- VARIOUS
- VOISPER
- Vromance
- WABLE
- Windy Speaker
- WM Boys (Rumor)
- Y Teen
- Yuri e Seohyun (Girls Generation)
- Z:ON
- Zetta
- Zimmy & Ji Ho

## Estréias solo

### Solo Debuts
- 5ky
- 99%
- Acoustic Garden
- AEGI5
- Bobby (iKON)
- CL (ex-2NE1) (nos Estados Unidos)
- Day Day (DMTN)
- Dayhour
- ESBEE
- Eunji (A Pink)
- Fei (Miss A)
- Giru (Blady)
- Grace
- Gree
- #GUN
- Hanbyul (Ex-LEDApple)
- Hwang In Sun (ex-Smile.G)
- IONE (Taeha, ex-SPEED)
- Jang Hanna
- Je. Mic
- Jessica Jung (exGirls' Generation)
- Jenissi (Topp Dogg)
- Jeon Ji-yoon/Jennyer (ex-4Minute)
- Jia (ex-Miss A)
- Jimin (AOA)
- Jinade
- Jo Sub
- Jung Ah (After School)
- JunGyo
- Kevin (ZE:A)
- Kang Si Ra
- Kim Juna
- Lee Hyun-wooo
- Lee Jong Hyun (CNBLUE)
- Luna (f(x))
- Melten
- Mintty (ex-Tiny-G)
- Monika (Badkiz)
- Moon Jun-young (ZE:A) como ZE:After
- Namchon Essay
- NOKE
- O'Nuts
- PDS
- Premen
- Ravi (VIXX)
- Ryeowook (Super Junior)
- Sam Kim
- Seohyun (Girls' Generation)
- Seo Sae Hee
- Seo Ye Ahn
- Seogoong (ex-Topp Dogg)
- Shim Hye Jin
- Solar (Mamamoo)
- Subin (Dal Shabet)
- Suga (BTS) como Agust D
- Tae Hwa
- Tae Hye Young
- Tiffany (Girls' Generation)
- Two Hundred Road
- U.TA
- Yang.D
- Yesung (Super Junior)
- Yoni
- Yoona (Girls Generation)
- Yoochun (JYJ)
- Woohyun (Infinite)

### Disbands
- 4L
- 4Minute
- 10X10
- A6P
- Able
- A.H.H.A
- GI (Global Icon)
- LC9
- Ledt|LedT [1]
- LoveUs
- Kara
- NOM
- N*White
- RAINBOW
- Vividiva
- ZPZG
- 2NE1

## Lançamentos em 2016

### Primeiro Trimestre

#### Janeiro
| Data         | Título(s)                             | Artista(s)                    | Gênero(s)     | Single(s)                                                                         | Gravadora(s)                               |
| ------------ | ------------------------------------- | ----------------------------- | ------------- | --------------------------------------------------------------------------------- | ------------------------------------------ |
| 02           | 세월이 가면 ("Reply 1988" OST Part.9) | Kihyun (Monsta X)             | Drama         | "Time Goes On" (lançamento 2 de janeiro de 2016)                                  | CJ E&M, Bam Entertainment                  |
| 04           | R.EBIRTH                              | Ravi (VIXX)                   | Rap / Hip-hop | "WHERE SHOULD I GO" (ft. Microdot) (lançamento 4 de janeiro de 2016)              | Jellyfish Entertainment                    |
| 04           | Whenever, That Time                   | Rooftop House Studio          | Indie         | "Whenever, That Time" (ft. Ben) (lançamento 4 de janeiro de 2016)                 | Fun Factory                                |
| 04           | Permeate                              | Seo Ye Ahn                    | Balada        | "Permeate" (lançamento 4 de janeiro de 2016)                                      | JTM Entertainment                          |
| 04           | "Witch's Castle" OST Part.4           | Han Hee Jun                   | Drama         | "Then Again" (lançamento 4 de janeiro de 2016)                                    | +Plusmedia                                 |
| 04           | Peace & Harmony                       | NOKE                          | Eletrônica    | "Peace & Harmony" (Original Mix) (lançamento 4 de janeiro de 2016)                | Midas Ent.                                 |
| 04           | Feel Good                             | House Rulez                   | Electrônica   | "Feel Good" (Man Ver.) (ft. Steeb, Kim Ho Yeon) (lançamento 4 de janeiro de 2016) | After Moon                                 |
| 04           | Don't Forget Me                       | Yoon Jong Shin                | Balada        | "Thank You" (lançamento 4 de janeiro de 2016)                                     | CJ E&M                                     |
| 04           | Lovelybut's                           | Lovelybut                     | Balada        | "That One Day, One Time" (lançamento 4 de janeiro de 2016)                        | Lovelybut Music                            |
| 04           | Dynamite                              | Yoha                          | Rock          | "Dynamite" (lançamento 4 de janeiro de 2016)                                      | G.F. Entertainment                         |
| 04           | Maze Love                             | Jang Jae Beol                 | R&B / Soul    | "Maze Love" (Ft. Kino of OFFROAD) (lançamento 4 de janeiro de 2016)               | May Media                                  |
| 05           | Naturalness                           | Dalshabet                     | Dance         | "Someone like U" (lançamento 5 de janeiro de 2016)                                | Happy Face Entertainment                   |
| 05           | Dark Circle                           | CocoSori                      | Trot          | "Dark Circle" (lançamento 5 de janeiro de 2016)                                   | Mole Entertainment                         |
| 05           | Your Face                             | Lee Hyun Woo                  | Dance         | "Your Face" (ft. Louie of Geeks) (lançamento 5 de janeiro de 2016)                | KeyEast                                    |
| 05           | Cheese in the Trap OST Part.1         | Twenty                        | Drama         | "Cheese in the Trap" (lançamento 5 de janeiro de 2016)                            | CJ E&M                                     |
| 06           | You call it romance                   | Davichi, K.Will               | Pop           | "You call it romance" (lançamento 6 de janeiro de 2016)                           | MMO Entertainment, 8Ball Sound             |
| 06           | por anunciar                          | Defconn                       | Rap / Hip-hop | por anunciar (lançamento 6 de janeiro de 2016)                                    | DI Entertainment                           |
| 07           | Dream                                 | Baekhyun (EXO), Suzy (miss A) | Pop           | "Dream" (lançamento 7 de janeiro de 2016)                                         | SM Entertainment, JYP Entertainment        |
| 07           | por anunciar                          | FLASHE                        | Dance         | "Lip Bomb" (lançamento 7 de janeiro de 2016)                                      | CGM Entertainment                          |
| 11           | por anunciar                          | WINNER                        | Pop           | por anunciar (lançamento 11 de janeiro de 2016)                                   | YG Entertainment                           |
| 12           | Delight                               | Shin Hye Sung (Shinhwa)       | Pop           | por anunciar (lançamento 12 de janeiro de 2016)                                   | ShinCom Entertainment                      |
| por anunciar | por anunciar                          | Topp Dogg                     | Dance         | "O.A.S.I.S" (lançamento janeiro de 2016)                                          | Hunus Entertainment, Stardom Entertainment |
| 25           | Snowflake                             | GFriend                       | Pop           | "Rough" (lançamento janeiro de 2016)                                              | Source Music                               |
| por anunciar | por anunciar                          | Kangta                        | Pop           | por anunciar (lançamento janeiro de 2016)                                         | SM Entertainment                           |
| por anunciar | por anunciar                          | RaNia                         | por anunciar  | por anunciar (lançamento janeiro de 2016)                                         | Dr Music                                   |
| 27           | Lollipop                              | IMFACT                        | Pop           | "Lollipop" (lançamento 27 de janeiro de 2016)                                     | Star Empire Entertainment                  |
| por anunciar | por anunciar                          | Teen Top                      | por anunciar  | por anunciar (lançamento janeiro de 2016)                                         | TOP Media                                  |

#### Fevereiro
| Data         | Single / Álbum                           | Artista(s)                                | Gênero(s)         | Título(s)                                                                                                 | Gravadora(s)                                  |
| ------------ | ---------------------------------------- | ----------------------------------------- | ----------------- | --- | --------------------------------------------- |
| 01           | EXIT:E                                   | WINNER                                    | Pop               | "BABY BABY" (lançamento 1 de fevereiro de 2016) "Sentimental" (lançamento 1 de fevereiro de 2016)         | YG Entertainment                              |
| 01           | Act. 7                                   | 4MINUTE                                   | Dance             | "Hate" (lançamento 1 de fevereiro de 2016)                                                                | Cube Entertainment                            |
| 01           | Moorim School OST Part. 2                | Various Artists                           | Drama             | "The King" by VIXX (lançamento 1 de fevereiro de 2016)                                                    | CJ E&M, JS Pictures                           |
| 01           | Blooming Day                             | Bloomy                                    | Dance             | "Because Of You" (lançamento 1 de fevereiro de 2016)                                                      | DS Entertainment                              |
| 01           | Feel (촉이와)                            | Mose x Lady Jane                          | Balada            | "Feel (촉이와)" (lançamento 1 de fevereiro de 2016)                                                       | KW Entertainment, LOEN Entertainment          |
| 02           | Pit a Pat                                | Yoo Seung-woo                             | Pop               | "Whatever" (ft. Crucial Star) (lançamento 2 de fevereiro de 2016)                                         | Starship Entertainment                        |
| 02           | There's No Cure                          | Baek Ji-young                             | Balada            | "There's No Cure" (ft. Verbal Jint) (lançamento 2 de fevereiro de 2016)                                   | MUSIC WORKS                                   |
| 03           | Rain                                     | Taeyeon                                   | Pop               | "Rain" (lançamento 3 de fevereiro de 2016)                                                                | SM Entertainment                              |
| 03           | Think                                    | Reddy                                     | Pop               | "Think" (ft. Jay Park) (lançamento 3 de fevereiro de 2016)                                                | Hi-Lite Records                               |
| 03           | Love Memories                            | 2BIC                                      | Pop               | "Love Memories" (lançamento 3 de fevereiro de 2016)                                                       | Nextar Entertainment                          |
| 03           | Home Work                                | Nada (Wa$$up)                             | Rap / Hip-hop     | "Homework" (lançamento 3 de fevereiro de 2016)                                                            | Mafia Record, Sony Music                      |
| 04           | Already Winter                           | Huh Gak and VROMANCE                      | Pop               | "Already Winter" (lançamento 4 de fevereiro de 2016)                                                      | Rainbow Bridge World, A Cube Entertainment    |
| 04           | I'm Fine                                 | Grace                                     | Pop               | "I'm Fine" (lançamento 4 de fevereiro de 2016)                                                            | YYAC                                          |
| 04           | 사랑의 응급환자 삐뽀삐뽀 (Love Hospital) | Nunco Band                                | Indie rock        | "사랑의 응급환자 삐뽀삐뽀 (Love Hospital)" (lançamento 4 de fevereiro de 2016)                            | BGBG Record                                   |
| 05           | WHITE                                    | Zia                                       | Balada            | "Tears" (lançamento 5 de fevereiro de 2016)                                                               | LOEN Entertainment                            |
| 05           | U in me                                  | NC.A                                      | Balada            | "U in me" (lançamento 5 de fevereiro de 2016)                                                             | JJ Holic Media                                |
| 12           | 1cm Pride                                | MAMAMOO                                   | Rap / Hip-Hop     | "Taller Than You" (lançamento 12 de fevereiro de 2016)                                                    | Rainbow Bridge World                          |
| 12           | Monthly Project collaboration            | Yoon Jong Shin & SEVENTEEN Vocal unit     | Balada            | "Chocolate" (lançamento 12 de fevereiro de 2016)                                                          | Mystic Entertainment, Pledis Entertainment    |
| 12           | I'm Jelly Baby                           | AOA Cream (AOA)                           | Dance             | "I'm Jelly Baby" (lançamento 12 de fevereiro de 2016)                                                     | FNC Entertainment                             |
| 12           | No.X                                     | Kim Jae-joong (JYJ)                       | Pop rock          | "Do You Know" (lançamento 12 de fevereiro de 2016) "Love You More" (lançamento 12 de fevereiro de 2016)   | C-JeS Entertainment                           |
| 12           | No!Mantic                                | COOLYOTE (Cool & Koyote)                  | Dance             | "No!Mantic" (lançamento 12 de fevereiro de 2016)                                                          | COOL, KYT                                     |
| 15           | Crosswalk                                | Jo Kwon                                   | Balada            | "Crosswalk" (lançamento 15 de fevereiro de 2016)                                                          | JYP Entertainment                             |
| 15           | PRISM                                    | Rainbow                                   | Dance             | "Whoo" (lançamento 15 de fevereiro de 2016)                                                               | DSP Media                                     |
| 15           | Cook For Love                            | K.Will & Junggigo & Jooyoung & Brother Su | Balada            | "Cook for love" (lançamento 15 de fevereiro de 2016)                                                      | Starship Entertainment                        |
| 15           | Moorim School OST Part. 3                | Lee Hyun Woo                              | Drama, ballad     | "One Thing" (lançamento 15 de fevereiro de 2016)                                                          | CJ E&M, JS Pictures                           |
| 16           | Deepened                                 | Brave Girls                               | Pop               | "Deepened" (lançamento 16 de fevereiro de 2016)                                                           | Brave Entertainment                           |
| 16           | ETERNAL5                                 | Double S 301 (SS501)                      | Pop               | "Pain" (lançamento 16 de fevereiro de 2016)                                                               | CI Entertainment                              |
| 16           | A Day Something Will Happen              | Seulong (2AM) x Yoon Hyun-sang            | Balada            | "A Day Something Will Happen" (lançamento 16 de fevereiro de 2016)                                        | LOEN Entertainment                            |
| 16           | Smooth Operator                          | G.Soul                                    | R&B / Soul        | "Smooth Operator" (ft. San E) (lançamento 16 de fevereiro de 2016)                                        | KT Music, JYP Entertainment, Brand New Music  |
| 16           | Celebrate                                | Microdot                                  | Rap / Hip-hop     | "Celebrate" (ft. The Quiett, Babylon, and Sanchez from Phantom) (lançamento 16 de fevereiro de 2016)      | Shin Brothers                                 |
| 17           | Q is.                                    | NU'EST                                    | Dance             | "Overcome" (lançamento 17 de fevereiro de 2016)                                                           | Pledis Entertainment                          |
| 17           | I Just Wanna Sing                        | ESBEE                                     | R&B / Soul        | "I Just Wanna Sing" (ft. Hanhae of Phantom) (lançamento 17 de fevereiro de 2016)                          | Brand New Music, LOEN Entertainment           |
| 18           | I Want to Date                           | WABLE                                     | Balada            | "I Want to Date" (lançamento 18 de fevereiro de 2016)                                                     | MMO Entertainment                             |
| 18           | Like Romance Comics                      | Mad Clown X Brother Su                    | Ballad            | "Like Romance Comics" (lançamento 18 de fevereiro de 2016)                                                | Starship Entertainment                        |
| 19           | Wait 10 Years Baby                       | Six Bomb                                  | Dance             | "Wait 10 Years Baby" (lançamento 19 de fevereiro de 2016)                                                 | Pace Maker Entertainment                      |
| 19           | Might Die                                | APL                                       | Dance             | "Might Die" (lançamento 19 de fevereiro de 2016)                                                          | Dam Entertainment                             |
| 19           | Tell Me (What Is Love)                   | Yoo Young-jin, D.O.                       | R&B / Soul        | "Tell Me (What Is Love)" (lançamento 19 de fevereiro de 2016)                                             | S.M. Entertainment                            |
| 19           | Friends with benefits                    | Elo                                       | R&B / Soul        | "F.W.B" (ft. Hoody) (lançamento 19 de fevereiro de 2016)                                                  | AOMG                                          |
| 22           | CARNIVAL                                 | B.A.P                                     | Dance             | "Feel So Good" (lançamento 22 de fevereiro de 2016)                                                       | TS Entertainment                              |
| 22           | Moorim School OST Part. 4                | Various Artists                           | Drama             | "When I See You" (그댈 보면) by Ken (lançamento 22 de fevereiro de 2016)                                  | CJ E&M, JS Pictures                           |
| 23           | PRESS IT                                 | Taemin (SHINee)                           | Dance             | "Drip Drop" (lançamento 22 de fevereiro de 2016) "Press Your Number" (lançamento 23 de fevereiro de 2016) | SM Entertainment                              |
| 23           | Spring Up                                | ASTRO                                     | Dance             | "Hide & Seek" (lançamento 23 de fevereiro de 2016)                                                        | Fantagio Entertainment                        |
| 23           | JACK OF ALL TRADES                       | 4TEN                                      | Pop               | "Dreadful" (lançamento 23 de fevereiro de 2016)                                                           | Jungle Entertainment                          |
| 23           | Venus                                    | Road Boyz                                 | Dance             | "Venus" (lançamento 23 de fevereiro de 2016)                                                              | COCONUT Entertainment                         |
| 23           | 비 개인 후 비                            | As One                                    | R&B / Soul        | "비 개인 후 비" (ft. 키디비) (lançamento 23 de fevereiro de 2016)                                         | Brand New Music                               |
| 24           | Myst3ry                                  | Ladies' Code                              | R&B / Soul        | "Galaxy" (lançamento 24 de fevereiro de 2016)                                                             | Polaris Entertainment                         |
| 24           | Sympathy                                 | Jung Joon Young                           | Balada            | "Sympathy" (ft. Seo Yeong-eun) (lançamento 24 de fevereiro de 2016)                                       | C9 Entertainment                              |
| 25           | Would You Like?                          | Cosmic Girls                              | Dance             | "Mo Mo Mo" (lançamento 25 de fevereiro de 2016) "Catch Me" (lançamento 25 de fevereiro de 2016)           | Starship Entertainment, Yuehua Entertainment  |
| 25           | "태양의 후예" OST Part.2                 | CHEN (EXO), Punch                         | Drama             | "Everytime" (lançamento 25 de fevereiro de 2016)                                                          | SM Entertainment, OU Entertainment, Music&NEW |
| 26           | Melting                                  | MAMAMOO                                   | Dance, K-pop, Pop | "넌 is 뭔들" (lançamento 26 de fevereiro de 2016)                                                         | Rainbow Bridge World                          |
| 26           | Please come back                         | KIXS (DMTN's Jeesu)                       | Dance K-pop, Pop  | "Please come back" (lançamento 26 de fevereiro de 2016)                                                   | Soul Shop Entertainment                       |
| 26           | Because Of You                           | Kenzie, Yoon Mi-rae, Matthew Tishler      | Pop K-pop         | "Because Of You" (lançamento 26 de fevereiro de 2016)                                                     | SM Entertainment                              |
| 26           | Paidangdam                               | Eddy Kim x Beenzino                       | K-pop, Pop Dance  | "Paldangdam" (lançamento 26 de fevereiro de 2016)                                                         | Mystic Entertainment                          |
| 26           | Catch Me                                 | BABA                                      | Dance             | "Catch Me" (lançamento 26 de fevereiro de 2016)                                                           |                                               |
| 29           | REFRESH                                  | CLC                                       | Dance, K-pop, Pop | "High Heels" (lançamento fevereiro de 2016)                                                               | Cube Entertainment                            |
| por anunciar | por anunciar                             | DIA                                       | Dance, K-pop, Pop | por anunciar (lançamento fevereiro de 2016)                                                               | MBK Entertainment                             |
| por anunciar | por anunciar                             | VOISPER                                   | por anunciar      | por anunciar (lançamento fevereiro de 2016)                                                               | Evermore Music                                |

#### Março
| Data | Single / Álbum               | Artista(s)                           | Gênero(s)     | Título(s) | Notas                     | Gravadora(s)             |
| ---- | ---------------------------- | ------------------------------------ | ------------- | --- | ------------------------- | ------------------------ |
| 3    | #OOTD                        | Jimin (AOA)                          | Dance         | "Call You Bae" (ft. Xiumin do EXO) (lançamento 3 de março de 2016)                                                         | 1.º Álbum Single Solo     | FNC Entertainment        |
| 3    | Knock                        | KNK                                  | Pop           | "Knock" (lançamento 3 de março de 2016)                                                                                    | Álbum Single de Estréia   | YNB Entertainment        |
| 3    | Only One                     | DASONI (EXID)                        | Dance         | "Only One" (lançamento 3 de março de 2016)                                                                                 | Digital Single            | Banana Culture           |
| 4    | Spring Love                  | Wendy (Red Velvet) e Eric Nam        | Balada        | "Spring Love" (lançamento 4 de março de 2016)                                                                              | Digital Single            | SM Entertainment         |
| 8    | Don't Speak Without Soul     | Miss $                               | Pop           | "Don't Speak Without Soul" (lançamento 8 de março de 2016)                                                                 | Digital Single            | Brand New Music          |
| 9    | A Delicate Sense             | Fiestar                              | Dance         | "Mirror" (lançamento 9 de março de 2016)                                                                                   | 2nd Mini Album            | LOEN Entertainment       |
| 9    | Seoulite                     | Lee Hi                               | Jazz          | "Breathe" (lançamento 9 de março de 2016)                                                                                  | Half Album                | YG Entertainment         |
| 11   | Deoksugung Stonewall Walkway | Yoona (Girls' Generation) (ft. 10cm) | Pop           | "Deoksugung Stonewall Walkway" (lançamento 11 de março de 2016)                                                            | Single Digital de Estreia | SM Entertainment         |
| 12   | R.EBIRTH                     | Ravi (VIXX)                          | Rap / Hip-hop | "R.EBIRTH"(lançamento 12 de março de 2016)                                                                                 | 1.° Mixtape               | Jellyfish Entertainment  |
| 16   | I Used To                    | Hanhae (Phantom)                     | Rap / Hip-hop | "I Used To" (lançamento 16 de março de 2016)                                                                               | Digital Single            | Brand New Music          |
| 17   | Sketch                       | Hyomin (T-ARA)                       | Dance         | "Still" (lançamento 14 de março de 2016) "Gold" (lançamento 17 de março de 2016) "Sketch" (lançamento 17 de março de 2016) | 2.° Mini Album            | MBK Entertainment        |
| 17   | The Velvet                   | Red Velvet                           | Pop           | "One of These Nights" (lançamento 17 de março de 2016)                                                                     | 2.° Mini Album            | SM Entertainment         |
| 21   | FLIGHT LOG:DEPARTURE         | GOT7                                 | Pop           | "Fly" (lançamento 21 de março de 2016) "Home Run" (lançamento 12 de abril de 2016)                                         | 5.° Mini Album            | JYP Entertainment        |
| 24   | Interview                    | Eric Nam                             | Balada        | "Good For You" (lançamento 24 de março de 2016) "Interview" (lançamento 24 de março de 2016)                               | 2nd Mini Album            | CJ E&M MMO Entertainment |
| 25   | Borders                      | Amber Liu                            | Pop           | "Borders" (lançamento 24 de março de 2016) "Interview" (lançamento 25 de março de 2016)                                    | Digital Single            | SM Entertainment         |
| 28   | Pink Ocean                   | OH MY GIRL                           | Dance         | "Liar Liar" (lançamento 28 de março de 2016)                                                                               | 3.° Mini Album            | WM Entertainment         |
| 28   | Remember Than                | BtoB                                 | Balada        | "Remember that" (lançamento 28 de março de 2016)                                                                           | 8.° Mini Album            | Cube Entertainment       |
| 30   | DAYDREAM                     | DAY6                                 | Rock          | "Letting Go" (lançamento 30 de março de 2016)                                                                              | 2.° Mini Album            | JYP Entertainment        |

### Segundo Trimestre

#### Abril
| Data | Single / Álbum      | Artista(s)                            | Gênero(s)             | Título(s) | Gravadora(s)            |
| ---- | ------------------- | ------------------------------------- | --------------------- | --- | ----------------------- |
| 1    | 3.2                 | 10cm                                  | Folk                  | "What The Spring??" (lançamento 1 de abril de 2016)                                                                                 | Magic Strawberry Sound  |
| 3    | With You            | Bernard Park & Hyerim (Wonder Girls)  | Balada                | "With You" (lançamento 3 de abril de 2016)                                                                                          | JYP Entertainment       |
| 4    | Blueming            | CNBLUE                                | Dance                 | "You're So Fine" (lançamento 4 de abril de 2016)                                                                                    | FNC Entertainment       |
| 4    | LG G5 & Friends OST | Mamamoo                               | Dance                 | "Woo Hoo" (lançamento 4 de abril de 2016)                                                                                           | Rainbow Bridge World    |
| 5    | Crush               | I.O.I                                 | Dance                 | "Crush" (lançamento 5 de abril de 2016)                                                                                             | CJ E&M                  |
| 6    | Fresh Adventure     | LABOUM                                | Dance                 | "Journey to Atlantis" (lançamento 6 de abril de 2016)                                                                               | NH Media e Nega Network |
| 8    | Lil' Something      | Chen (EXO), Heize e Vibe              | Pop                   | "Lil' Something" (lançamento 8 de abril de 2016)                                                                                    | SM Entertainment        |
| 9    | The 7th Sense       | NCT U                                 | Dance                 | "The 7th Sense" (lançamento 9 de abril de 2016)                                                                                     | SM Entertainment        |
| 10   | Without You         | NCT U                                 | Rock                  | "Without You" (lançamento 10 de abril de 2016)                                                                                      | SM Entertainment        |
| 10   | Still Alive         | J.Y. Park                             | Dance                 | "Still Alive" (lançamento 10 de abril de 2016) "Fire" (ft. Conan O'Brien, Steven Yeun, Jimin Park) (lançamento 10 de abril de 2016) | SM Entertainment        |
| 10   | I AM SAM            | Sam Kim                               | Folk / Balada / Dance | "No Sense" (ft. Crush) (lançamento 10 de abril de 2016)                                                                             | Antenna Music           |
| 11   | Blooming Period     | Block B                               | R&B / Soul            | "A Few Years Later" (lançamento 28 de março de 2016) "Toy" (lançamento 11 de abril de 2016)                                         | Seven Seasons           |
| 12   | 밴드 고맙삼다       | Taeyeon (SNSD) Kyuhyun (Super Junior) | Folk / Rock           | "The Blue Night of Jeju Island" (lançamento 12 de abril de 2016) "Samdado News" (lançamento 12 de abril de 2016)                    | SM Entertainment        |
| 14   | Don't Come Back     | Heize                                 | Rap / Hip-hop         | "Don't Come Back" (ft. Junhyung do Beast) (lançamento 14 de abril de 2016)                                                          | CJ E&M                  |
| 25   | Page Two            | TWICE                                 | Pop                   | "Cheer Up" (lançamento abril de 2016)                                                                                               | JYP Entertainment       |
| 25   | Love&Letter         | SEVENTEEN                             | Pop                   | "Pretty U" (lançamento abril de 2016)                                                                                               | Pledis Entertainment    |

#### Maio
| Data | Single / Ábum                                                         | Artista(s)                         | Gênero(s)              | Label(s)                                     |
| ---- | --------------------------------------------------------------------- | ---------------------------------- | ---------------------- | -------------------------------------------- |
| 01   | Confession                                                            | Hyuna & Hyemi (Nine Muses)         | R&B / Soul             | Star Empire Entertainment                    |
| 02   | The Most Beautiful Moment In Life: Young Forever                      | BTS                                | Dance                  | Big Hit Entertainment                        |
| 02   | Curveball                                                             | SOL-T                              | Dance                  | PROBEAT Entertainment                        |
| 02   | Telemonster OST                                                       | Red Velvet                         | Pop                    | SM Entertainment                             |
| 03   | Healing                                                               | Dongjun (ZE:A)                     | R&B / Soul             | Star Empire Entertainment                    |
| 03   | Oh Ma Mind                                                            | MIXX                               | R&B / Soul             | Chiko Bros Entertainment                     |
| 04   | Chrysalis                                                             | I.O.I                              | Dance                  | YMC Entertainment, CJ E&M                    |
| 04   | Spring Vol. 1                                                         | Akdong Musician                    | Folk, Balada, Dance    | YG Entertainment                             |
| 04   | Hot Baby                                                              | REDSUN                             | Adulto contemporâneo   | INVICTUS MUSIC                               |
| 04   | 아버지                                                                | Yoni                               | Balada                 | WEF Entertainment                            |
| 04   | 응어리                                                                | TwoJ                               | Rap / Hip hop          | WEF Entertainment                            |
| 04   | The Ballader Vol.1                                                    | Jung Song-i                        | Balada                 | Idea Whip                                    |
| 04   | Midnight Blues                                                        | Hanalog Tempo                      | Balada                 | 나은                                         |
| 04   | 모두가 손을 모아 기다려                                               | DK Soul                            | Balada                 | MUDASOUND                                    |
| 04   | Tell Me                                                               | Nudyman                            | R&B / Soul             | Blaches                                      |
| 04   | Wish You'd Benefit From Me                                            | Pascol                             | R&B / Soul             | Tip Top Entertainment                        |
| 04   | Again (With Jhiffy)                                                   | JAMA CREW                          | Rap / Hip hop          | Jama Record                                  |
| 04   | 얼마나 좋을까                                                         | Seo Sae hee                        | Folk                   | Soggupnori                                   |
| 04   | 다 나의 일상                                                          | Tshirtsband                        | Folk                   | Bohemian Blues                               |
| 04   | 남촌수필                                                              | Namchon Essay                      | Balada                 | a2z Entertainment                            |
| 04   | 딸기마카롱                                                            | Princess Disease                   | Folk                   | 공주캐슬                                     |
| 04   | 밥은 잘 먹고다녀요                                                    | Detempo                            | Balada                 | Cuo Music Co.                                |
| 04   | Boat Journey                                                          | Kim Ban Jang                       | R&B / Soul             | Craft and Jun, STONESHIP                     |
| 04   | Beautiful Hour                                                        | Zimmy & Ji Ho                      | Rap / Hip hop          | East Line Label                              |
| 04   | The Bed is The Furniture                                              | Hi.Ni                              | Rap / Hip hop          | Let It Be                                    |
| 04   | 바람, 그리고 연가                                                     | Sapo910                            | Folk                   | Space Company                                |
| 04   | 24                                                                    | Premen                             | R&B / Soul             | Premen                                       |
| 04   | 행복하지마                                                            | Je.Mic                             | Rap / Hip hop          | Je.Mic                                       |
| 04   | DAYH:OUR                                                              | DAYHOUR                            | Rap / Hip hop          | JL Media                                     |
| 04   | 이젠                                                                  | Bling                              | Dance                  | PS Creative                                  |
| 04   | 침대구석                                                              | Park Myung Ho                      | Rap / Hip hop          | Midas Ent.                                   |
| 04   | 간봤어                                                                | Windy Speaker                      | Rock                   | 예인미디어                                   |
| 04   | The Party Of Eleven                                                   | W.es.T                             | Folk                   | Le Classic                                   |
| 04   | 외로워서그래                                                          | Moonshine                          | R&B / Soul             | KMG                                          |
| 06   | Tomorrow                                                              | Stephanie                          | Balada                 | SM Entertainment                             |
| 06   | Wave                                                                  | Amber & Luna(f(x)), R3hab & XaviGi | Eletrônica, R&B / Soul | SM Entertainment, ScreaM Records             |
| 06   | Marry Me, Marry You                                                   | Kim Jeong-hoon                     | Balada                 | Mersenne Entertainment                       |
| 06   | Say i Love U                                                          | Jeon Yeong Do                      | Balada                 | KW Entertainment                             |
| 06   | Kind                                                                  | Ju Yoon Ha                         | Balada                 | 씨앤엘뮤직 미래광산                          |
| 06   | Just Smile                                                            | Lune                               | Rap / Hip hop          | WATB                                         |
| 06   | Merry Sweet Cafe                                                      | Merry Sweet Cafe                   | Folk                   | Mango Music                                  |
| 06   | MAI 2016                                                              | Phonebooth                         | Rock                   | Tripper Sound                                |
| 06   | 4월 16일                                                              | Su Bin                             | Balada                 | 주니퍼아이엔씨                               |
| 06   | 김연지 With Friends                                                   | Kim Yeon Ji                        | Balada                 | 마루기획                                     |
| 06   | 한없이 말해도 모자란                                                  | Tell And Listen                    | Balada                 | Cloud Entertainment                          |
| 06   | Moon                                                                  | Jo Han Sung                        | Balada                 | JS Company                                   |
| 06   | 구두 (5월 8일)                                                        | BNW                                | Rap / Hip hop          | Spirit School                                |
| 06   | Do All Day                                                            | ExoDus Records                     | Rap / Hip hop          | ExoDus Records                               |
| 06   | Only You                                                              | Acoustic Garden                    | Folk                   | JTS Entertainment                            |
| 06   | 그때..나는                                                            | Kim Jun Hyung                      | Balada                 | Realize                                      |
| 06   | 아침시작                                                              | Dori Tori                          | Rock                   | Bluelight Ent.                               |
| 06   | Mine                                                                  | Unused                             | R&B / Soul             | Bison Contents                               |
| 06   | Eighteen April                                                        | Eighteen April                     | Rock                   | Bison Contents                               |
| 06   | 내가 아닌 또 다른 나                                                  | J.U                                | Balada                 | Winner J Entertainment                       |
| 06   | Interlude                                                             | Crush                              | R&B / Soul             | Amoeba Culture                               |
| 06   | Our Time Lies Within                                                  | Savina & Drones                    | Rock                   | Savina & Drones                              |
| 07   | Ketch UP!                                                             | MOXIE                              | R&B / Hip hop          | Urban Entertainment                          |
| 09   | Write                                                                 | Woohyun (Infinite)                 | Balada                 | Woollim Entertainment                        |
| 09   | 1st Mini Album                                                        | I.C.E                              | Dance                  | HS Entertainment                             |
| 09   | Brotherhood                                                           | VAV                                | Dance                  | AQ Entertainment                             |
| 09   | Time Bomb                                                             | ICIA (ex-SIDA)                     | Dance                  | DAM Entertainment                            |
| 10   | Glow                                                                  | Hello Venus                        | Balada                 | Fantagio Entertainment                       |
| 10   | Love Puzzle                                                           | Choi Nakta                         | Folk                   | Table Sound                                  |
| 11   | I Just Wanna Dance                                                    | Tiffany (Girls' Generation)        | Dance, R&B / Soul      | SM Entertainment                             |
| 12   | Flower                                                                | Subin (Dal Shabet)                 | Balada                 | Happy Face Entertainment                     |
| 12   | Far Far Away                                                          | G.Soul                             | R&B / Soul             | JYP Entertainment                            |
| 13   | Happy Song                                                            | Live High                          | Dance                  | Crayon Star Entertainment                    |
| 13   | My Melody                                                             | V.O.S                              | Balada                 | Happy Face Entertainment                     |
| 13   | The Day                                                               | Baekhyun (EXO),K.Will              | Balada                 | SM Entertainment                             |
| 14   | Ms. Temper and Nam Jung-Gi OST                                        | Vários artistas                    | Drama                  | The Groove Entertainment                     |
| 16   | Good Luck                                                             | AOA                                | Dance                  | FNC Entertainment                            |
| 16   | How Are You These Days                                                | KNK                                | R&B / Soul             | YNB Entertainment                            |
| 16   | UHOO                                                                  | AGirls                             | Dance                  | Star Bay                                     |
| 17   | With Love, J                                                          | Jessica Jung                       | por anunciar           | Coridel Entertainment                        |
| 17   | Aphrodite                                                             | B.I.G                              | Dance                  | GH Entertainment                             |
| 18   | The Clan Pt. 1 Lost                                                   | Monsta X                           | Dance                  | Starship Entertainment                       |
| 18   | Tell Me                                                               | J.Heart (N-SONIC)                  | por anunciar           | C2K Entertainment                            |
| 18   | On My Own                                                             | Amber (f(x))                       | Balada                 | SM Entertainment                             |
| 18   | Soldier                                                               | New-A                              | Dance                  | WEF Entertainment                            |
| 18   | Goodbye                                                               | Monika (Badkiz)                    | Balada                 | Zoo Entertainment                            |
| 19   | Love Cells                                                            | HEYNE                              | Balada                 | Crescendo Music                              |
| 20   | Touch You                                                             | Dana                               | Balada                 | SM Entertainment                             |
| 20   | Shake It, Shake It                                                    | Road Boyz                          | Dance                  | COCONUT Entertainment                        |
| 23   | Nightmare                                                             | ROMEO                              | por anunciar           | CT Entertainment                             |
| 23   | My Weak Point                                                         | Son Ho Young (G.O.D)               | por anunciar           | MMO Entertainment, CJ E&M                    |
| 24   | She Is                                                                | Jonghyun (SHINee)                  | Dance                  | SM Entertainment                             |
| 24   | So So                                                                 | Baek A-yeon                        | Balada                 | JYP Entertainment                            |
| 24   | S-The Secret                                                          | Tahiti                             | por anunciar           | Dream Star Entertainment                     |
| 24   | Charm Appeal Time                                                     | MAP6                               | Dance                  | DreamT Entertainment                         |
| 25   | Inferiority Complex                                                   | Park Kyung (Block B)               | por anunciar           | Seven Seasons                                |
| 25   | Need To Feel Needed                                                   | Amber (f(x))                       | Dance                  | SM Entertainment                             |
| 25   | Grow Up                                                               | HIGHTEEN                           | Balada                 | ILLUSION Entertainment, Elijah Entertainment |
| 26   | Windy Day                                                             | Oh My Girl                         | Dance                  | WM Entertainment                             |
| 26   | To My Best Friend                                                     | Boyfriend                          | Pop                    | Starship Entertainment                       |
| 27   | Monodrama                                                             | Lay (EXO)                          | Balada                 | SM Entertainment                             |
| 28   | Too Late                                                              | ZE:After (ZE:A)                    | Balada                 | Star Empire Entertainment                    |
| 30   | XIGNATURE                                                             | XIA                                | por anunciar           | C-Jes Entertainment, Warner Music Group      |
| 30   | What You Doing                                                        | iKON                               | Pop                    | YG Entertainment                             |
| 30   | NU.CLEAR                                                              | CLC                                | Dance                  | Cube Entertainment                           |
| 30   | You To The Bone                                                       | Song Yoo Bin                       | Balada                 | Music Works                                  |
| 30   | Over Sleep (feat. Ken) [From Monthly Project 2016 May Yoon Jong Shin] | Yoon Jong Shin & Ken (VIXX)        | Balada                 | Mystic Entertainment,Jellyfish Entertainment |
| 31   | Apple Pie                                                             | Fiestar                            | Dance                  | LOEN Entertainment                           |
| 31   | Free Somebody                                                         | Luna (f(x))                        | Dance                  | SM Entertainment                             |

#### Junho
| Data | Single / Álbum                   | Artista(s)                   | Gênero(s)  | Label(s)                              |
| ---- | -------------------------------- | ---------------------------- | ---------- | ------------------------------------- |
| 01   | Street                           | EXID                         | Dance      | Banana Culture                        |
| 01   | Clock                            | Chaewon (April) & Chaekyung  | Balada     | DSP Media                             |
| 01   | Like You                         | Hoody                        | R&B / Soul | AOMG                                  |
| 02   | Awake                            | KNK                          | Dance      | YNB Entertainment                     |
| 03   | Lucky Romance OST Part 3         | Soyou (Sistar)               | Drama      | Starship Entertainment                |
| 03   | You the Boss                     | Yoon Jung-soo & Kim Sook     | Dance      | SM Entertainment                      |
| 07   | Stalker                          | U-KISS                       | Pop        | NH Media                              |
| 07   | Just You                         | M.FECT                       | Dance      | Midas Entertainment                   |
| 07   | Rising Star                      | BOYS24                       | Dance      | CJ E&M                                |
| 07   | 널부러져 (prod by 이현 of homme) | DADDY J                      | Pop        | Danal Entertainment                   |
| 08   | Summer Night's Picnic            | Park Yoon-ha & Yoo Seung-woo | Balada     | Jellyfish Entertainment               |
| 09   | EX'ACT                           | EXO                          | Dance      | SM Entertainment                      |
| 09   | ESTRENO                          | Double S 301 (SS501)         | Dance      | CI Entertainment                      |
| 09   | Will                             | Jeong Jinwoon (2AM)          | Rock       | Mystic Entertainment                  |
| 09   | Spring Summer                    | J-Star                       | Pop        | Music So Sweet                        |
| 10   | Heart Break Hotel                | Tiffany (Girls' Generation)  | R&B / Soul | SM Entertainment                      |
| 13   | Flower                           | Bada                         | Dance      | por anunciar                          |
| 13   | 바람 그리고 (꽃잎 이야기)        | WABLE                        | Folk       | MMO Entertainment                     |
| 13   | Get It                           | Younha                       | Dance      | C9 Entertainment's Wealive            |
| 14   | Happy Ending                     | DIA                          | Dance      | MBK Entertainment                     |
| 14   | Hold Over                        | Wheesung                     | Dance      | YMC Entertainment                     |
| 14   | High Hill                        | GIRLS ON TOP                 | R&B / Soul | P&P Entertainment                     |
| 17   | Sugar And Me                     | San E & Raina (After School) | Balada     | Brand New Music, Pledis Entertainment |
| 17   | No Matter What                   | BoA, Beenzino                | Eletrônica | SM Entertainment                      |
| 17   | Summer Cold                      | VOISPER                      | Balada     | Evermore Music                        |
| 18   | To The Beautiful You             | Wonder Girls                 | Dance      | JYP Entertainment                     |
| 18   | Pretty Ugly OST                  | Juniel                       | Balada     | C9 Entertainment                      |
| 20   | Bye Bye My Blue                  | Baek Yerin (15&)             | Balada     | JYP Entertainment                     |
| 20   | This Place                       | Subin (Dal Shabet)           | Balada     | Happy Face Entertainment              |
| 20   | Outlast                          | As One                       | Balada     | Brand New Music                       |
| 20   | Show Me                          | O21                          | Dance      | Houxiu TV                             |
| 21   | Insane Love                      | Sistar                       | Dance      | Starship Entertainment                |
| 21   | Emotion                          | Madtown                      | Dance      | J. Tune Camp                          |
| 23   | Strawberry                       | A.De                         | Dance      | 2ABLE COMPANY                         |
| 23   | Musik                            | Kisum                        | Dance      | Humap Contents                        |
| 23   | MIRO                             | ROMEO                        | Dance      | CT Entertainment                      |
| 24   | Back                             | IONE                         | R&B / Soul | por anunciar                          |
| 27   | High Heels                       | Brave Girls                  | Dance      | Brave Entertainment                   |
| 27   | We                               | Pledis Girlz                 | Dance      | Pledis Entertainment                  |
| 28   | Why                              | Wanna.B                      | Dance      | Zenith Media Contents                 |
| 28   | Why                              | Taeyeon (Girls' Generation)  | Dance      | SM Entertainment                      |
| 28   | Act. 1 The Little Mermaid        | Gugudan                      | Dance      | Jellyfish Entertainment               |
| 29   | I Like U Too Much                | Sonamoo                      | Dance      | TS Entertainment                      |

#### Julho
| Data | Single / Álbum                   | Artista(s)                                               | Gênero(s)     | Label(s)                           |
| ---- | -------------------------------- | -------------------------------------------------------- | ------------- | ---------------------------------- |
| 01   | Summer Vibes                     | ASTRO                                                    | Dance         | Fantagio Music                     |
| 01   | Color                            | MelodyDay                                                | Dance         | Viewga Entertainment               |
| 01   | Watch Me                         | PPL                                                      | Dance         | Music K Entertainment              |
| 01   | No Doubt                         | VAV                                                      | Dance         | AQ Entertainment                   |
| 01   | My Hero                          | Leeteuk (Super Junior), Suho (Exo), Kassy & Cho Yeong-su | Balada        | SM Entertainment                   |
| 01   | Shut Up                          | UNNIES                                                   | Dance         | JYP Entertainment                  |
| 01   | Uncontrollably Fond OST          | Suzy (Miss A)                                            | Balada        | JYP Entertainment                  |
| 01   | Mirror of the Witch OST          | Choa & Way (Crayon Pop)                                  | por anunciar  | Chrome Entertainment               |
| 04   | Highlight                        | Beast                                                    | Balada        | Cube Entertainment                 |
| 04   | Love & Letter Repackage          | Seventeen                                                | Dance         | Pledis Entertainment               |
| 04   | After the Play Ends OST          | Lee Chang-sub (BTOB), Elkie (CLC)                        | Balada        | CJ E&M MUSIC                       |
| 05   | Why So Lonely                    | Wonder Girls                                             | Reggae        | JYP Entertainment                  |
| 06   | Summer Again                     | MATILDA                                                  | Dance         | Box Media                          |
| 06   | Pisces                           | Juniel                                                   | Balada        | C9 Entertainment                   |
| 07   | The Beginning of Love            | Young Jun (Brown Eyed Soul)                              | R&B/Soul      | Santa Music                        |
| 07   | I'm Good                         | SE7EN                                                    | Ballad        | ELEVEN9 Entertainment              |
| 07   | Color Me Rad                     | D.Holic                                                  | Dance         | HMate Entertainment                |
| 08   | That Summer (Second Story)       | Infinite                                                 | Balada        | Woollim Entertainment              |
| 08   | Way Back Home                    | J-Min                                                    | Pop           | SM Entertainment                   |
| 08   | Why                              | C.I.V.A                                                  | Dance         | LTE (Lee&Tak Entertainment)        |
| 09   | Young                            | Pentagon                                                 | Rap / Hip hop | Cube Entertainment                 |
| 09   | 38 Police Squad OST              | Key (Shinee), Doyoung (NCT U)                            | por anunciar  | SM Entertainment                   |
| 10   | NCT #127                         | NCT 127                                                  | Hip hop       | SM Entertainment                   |
| 11   | LOL                              | GFriend                                                  | Dance         | Source Music                       |
| 12   | Compass                          | Snuper                                                   | por anunciar  | Widmay Entertainment               |
| 12   | The Action                       | Vromance                                                 | por anunciar  | Rainbow Bridge World               |
| 12   | Goody Bag                        | Kim Heechul & Kim Jungmo (M&D)                           | Trot          | SM Entertainment                   |
| 12   | Solar Emotion Part.3             | Solar (Mamamoo)                                          | por anunciar  | Rainbow Bridge World               |
| 13   | Stay Gold                        | Neon Bunny                                               | por anunciar  | por anunciar                       |
| 13   | Scene Stealer                    | Jay Park                                                 | por anunciar  | AOMG                               |
| 14   | DamnRa                           | Ravi (VIXX)                                              | Rap / Hip hop | Jellyfish Entertainment            |
| 15   | Can't Help Myself                | Eric Nam                                                 | Dance         | CJ E&M Music                       |
| 18   | Where's The Truth?               | FTISLAND                                                 | Rock          | FNC Entertainment                  |
| 18   | Cry                              | Stellar                                                  | Dance         | The Entertainment Pascal           |
| 18   | Paradise                         | Hello Venus                                              | Dance         | Fantagio Music                     |
| 18   | 덩기디                           | BLACKJO & CHACHU                                         | Rap / Hip-Hop | Unknown                            |
| 19   | Come To Me                       | BEAT WIN                                                 | Dance         | Heavenly Star Contents             |
| 19   | What's Your Number?              | Zhoumi                                                   | Dance         | SM Entertainment                   |
| 20   | Shubirubirub                     | Gavy NJ                                                  | Dance         | Goodfellas Entertainment           |
| 20   | Merry Summer                     | Summer 11                                                | Balada        | Bugs                               |
| 21   | 'Plan A' First Episode           | Huh Gak, Eunji (A Pink)                                  | Balada        | Plan A Entertainment               |
| 21   | Fantasy                          | Fei (Miss A)                                             | Dance         | JYP Entertainment                  |
| 22   | All Mine                         | f(x)                                                     | EDM           | SM Entertainment                   |
| 25   | Encore                           | JYP Nation                                               | Hip-hop       | JYP Entertainment                  |
| 26   | Beside Me                        | CODE KUNST                                               | Rap/Hip-hop   | HIGHGRND                           |
| 26   | Higher                           | DJ JUICE                                                 | Rap/Hip-hop   | LOEN Entertainment,Brand New Music |
| 28   | Unicorn Plus the Brand New Label | UNICORN                                                  | Dance         | Cartoon Blue Company               |
| 29   | Beep                             | #GUN                                                     | Rap / Hip-hop | Starship Entertainment             |
| 29   | Taste The Feeling                | NCT 127                                                  | Dance         | SM Entertainment                   |
| 29   | Unpretty Rapstar 3 Track 1       | Unpretty Rapstar 3                                       | Rap / Hip-hop | CJ E&M                             |
| 29   | RECIPE                           | Luizy (UNIQ), Flowsik                                    | Rap/Hip-hop   | Yuehua Entertainment               |
| 30   | Sunglasses                       | Electroboyz                                              | Dance         | Brave Entertainment                |
| 30   | 12                               | Beenzino                                                 | Rap/Hip-hop   | Illionaire Records                 |

### Agosto
| Data | Título(s)                                        | Single / Álbum                         | Artista(s)                                                             | Gênero(s)    | Gravadora(s)              |
| ---- | ------------------------------------------------ | -------------------------------------- | ---------------------------------------------------------------------- | ------------ | ------------------------- |
| 01   | "A-ing"                                          | Listen to My Word                      | OH MY GIRL                                                             | Dance        | WM Entertainment          |
| 01   | "How's This?"                                    | A'wesome                               | HyunA                                                                  | Dance        | Cube Entertainment        |
| 02   | "Alright"                                        | Come                                   | INX                                                                    | Dance        | NA Entertainment          |
| 02   | "NIce" (Part. G2 e Hwasa do Mamamoo)             | Nice                                   | Basick                                                                 | Rap, Hip hop | Rainbow Bridge World      |
| 03   | "Chu"                                            | Chu                                    | A-Daily                                                                | Dance        | DK Entertainment          |
| 04   | "Lip 2 Lip"                                      | Muses Diary                            | 9MUSES A                                                               | Dance        | Star Empire Entertainment |
| 05   | "Tonight"                                        | Summer Go                              | UP10TION                                                               | Dance        | TOP Media                 |
| 05   | "Sailing (0805)"                                 | Sailing (0805)                         | Girls' Generation                                                      | Pop          | SM Entertainment          |
| 06   | "I Want to Vacation"                             | I Want to Vacation                     | BTOB                                                                   | Dance        | Cube Entertainment        |
| 06   | "Do Better"                                      | Do Better                              | Y TEEN                                                                 | Dance        | Starship Entertainment    |
| 07   | "Stuck"                                          | The Clan: Lost Limited                 | MONSTA X                                                               | Dance        | Starship Entertainment    |
| 08   | "That's My Jam"                                  | Put 'Em Up                             | B.A.P                                                                  | EDM          | TS Entertainment          |
| 08   | "BOOMBAYAH""Whistle"                             | Square One                             | BLACKPINK                                                              | Dance        | YG Entertainment          |
| 08   | "Cute Girl"                                      | Cute Girl                              | FLASHE                                                                 | Dance        | CGM Entertainment         |
| 09   | "Don't Go" (Part. Baek A-yeon) "Think About You" | Mr. No Love                            | Jun. K (2PM)                                                           | R&B / Soul   | JYP Entertainment         |
| 09   | "Whatta Man (Good Man)"                          | Whatta Man                             | I.O.I                                                                  | Dance        | YMC Entertainment         |
| 09   | "Ready for Your Love"                            | Ready for Your Love                    | J-Min                                                                  | Pop          | SM Entertainment          |
| 09   | "Chu"                                            | Chu                                    | A-Daily                                                                | Dance        | DK Entertainment          |
| 10   | "Vagabond"                                       | Vagabond                               | Beat Burger                                                            | Rap/Hip-hop  | SM Entertainment          |
| 11   | "Still 24K"                                      | Still 24K                              | 24K                                                                    | Rap/Hip-hop  | Choeun Entertainment      |
| 12   | "Fantasy"                                        | Hades                                  | VIXX                                                                   | Dance        | Jellyfish Entertainment   |
| 12   | "For You"                                        | Cinderella and Four Knights OST Part.1 | BTOB                                                                   | Ballad       | Forest Media              |
| 12   | "Starry Night"                                   | Starry Night                           | Onew (SHINee) & Lee Jin-ah                                             | Ballad       | SM Entertainment          |
| 14   | "Baby Ride" (Part. Lim Hyun-sik do BtoB)         | Baby Ride                              | Luizy (UNIQ)                                                           | Rap/Hip-hop  | Yuehua Entertainment      |
| 14   | "Hand in Hand"                                   | Hand in Hand                           | I.O.I                                                                  | Dance        | YMC Entertainment         |
| 16   | "HOTHAE"                                         | HOTHAE                                 | BADKIZ                                                                 | Dance        | Zoo Entertainment         |
| 16   | "What Shall I Do" (Part. Peizer)                 | Man of Legend                          | New Town Boyz                                                          | Dance        | 행복한 Entertainment      |
| 16   | "Agust D" "Give It To Me"                        | Agust D                                | Agust D (Suga of BTS)                                                  | Rap/Hip-Hop  | Big Hit Entertainment     |
| 17   | "Secret"                                         | The Secret                             | Cosmic Girls                                                           | Dance        | Starship Entertainment    |
| 18   | "Lotto"                                          | Lotto                                  | EXO                                                                    | Dance        | SM Entertainment          |
| 18   | "Molae Molae"                                    | Molae Molae                            | I.B.I                                                                  | Dance        | LOEN Entertainment[14]    |
| 18   | "Eyescream" (Part. Jung Eun-ji)                  | Eyescream                              | Hanhae                                                                 | Rap/Hip-hop  | Brand New Music           |
| 18   | "소년의 일기"                                    | Circus Crazy                           | Circus Crazy                                                           | Ballad       | C2L Entertainment         |
| 19   | "Strange"                                        | Strange                                | MASC                                                                   | Dance        | JJ Holic Media            |
| 19   | "Dream catcher"                                  | C                                      | NELL                                                                   | Rock         | Space Bohemian            |
| 19   | "Secret"                                         | Secret                                 | Yuri & Seohyun (Girls' Generation)                                     | Dance        | SM Entertainment          |
| 20   | "Cinderella"                                     | Symbol                                 | Tymee                                                                  | Rap/Hip-Hop  | ONO Entertainment         |
| 21   | "Moonlight Shower"                               | Moonlight Shower                       | Bambino                                                                | Dance        | JS Entertainment          |
| 22   | "No Sleep"                                       | Love in the Moonlight OST I            | Soyou & Yoo Seung Woo                                                  | Drama        | Starship Entertainment    |
| 22   | "Treasure"                                       | First Love                             | ROMEO                                                                  | Dance        | CT Entertainment          |
| 22   | "What You"                                       | What You                               | VX                                                                     | Dance        | Luminant Entertainment    |
| 23   | "Shooting Love"                                  | Love Sign                              | LABOUM                                                                 | Dance        | NH Media, Nega Network    |
| 23   | "Try"                                            | Try                                    | Park Jimin (15&)                                                       | por anunciar | JYP Entertainment         |
| 23   | "Over"                                           | Reboot                                 | Two X                                                                  | por anunciar | Star Gaze Music           |
| 23   | "If You"                                         | If You                                 | Ailee                                                                  | Ballad       | YMC Entertainment         |
| 24   | "Skip"                                           | Skip                                   | Crush, Han Sang Won                                                    | R&B / Soul   | Amoeba Culture            |
| 25   | "Secret Time"                                    | Secret Time                            | SPICA                                                                  | por anunciar | CJ E&M                    |
| 25   | "Thursday Night" (ft.Beenzino)                   | Thursday Night                         | Urban Zakapa                                                           | por anunciar | MakeUs Entertainment      |
| 26   | "Born To Be Wild"                                | Born To Be Wild                        | Triple T (HyoYeon (Girls' Generation), Min (Miss A), and JoKwon (2AM)) | por anunciar | SM Entertainment          |
| 27   | "Chewing Gum"                                    | Chewing Gum                            | NCT                                                                    | Pop Dance    | SM Entertainment          |
| 29   | "Love Paint"                                     | Canvas                                 | NU'EST                                                                 | por anunciar | Pledis Entertainment      |
| 31   | "Way"                                            | Way                                    | Sunny Hill                                                             | por anunciar | LOEN Entertainment        |
| 31   | "Angel"                                          | Angel                                  | Solar & Whee In (Mamamoo)                                              | por anunciar | Rainbow Bridge World      |
| 31   | "Dab Dab"                                        | Dab Dab                                | Hwa Sa & Moon Byul (Mamamoo)                                           | por anunciar | Rainbow Bridge World      |

### Setembro
| Data         | Título(s)                                          | Single / Álbum          | Artista(s)                                                                                | Gênero(s)      | Gravadora(s)                              |
| ------------ | -------------------------------------------------- | ----------------------- | ----------------------------------------------------------------------------------------- | -------------- | ----------------------------------------- |
| 01           | "Yoo Hoo"                                          | Yoo Hoo                 | Brave Girls                                                                               | Dance          | Brave Entertainment                       |
| 01           | "Begin Again"                                      | 'Plan A' Second Episode | Huh Gak, Plan A Boys                                                                      | R&B, Soul      | Plan A Entertainment                      |
| 01           | "Draw a Love"                                      | W OST Part.8            | Navi                                                                                      | Drama          | Sebunguri/Star&Tree/LOEN                  |
| 02           | "Mariya"                                           | Happy Day               | HALO                                                                                      | Dance          | AYIN Holdings                             |
| 06           | "Mom's Favorite"                                   | Mom's Favorite          | Basick & Innovator                                                                        | Rap, Hip Hop   | FNC Entertainment                         |
| 06           | "Love I've Done"                                   | I'M                     | Lim Chang Jung                                                                            | Balada         | NH Media                                  |
| 07           | "Russian Roulette"                                 | Russian Roulette        | Red Velvet                                                                                | Synthpop       | SM Entertainment                          |
| 07           | "Tears""Because I Love You So Much"                | U.F.O                   | MC Mong                                                                                   | por anunciar   | Dream Tea Entertainment                   |
| 07           | "Without You"                                      | W OST Part.9            | N (VIXX) e Yeoeun (Melody Day)                                                            | Drama          | Sebunguri/Star&Tree/LOEN YG Entertainment |
| 08           | "Chase"                                            | Chase                   | Yezi (Fiestar) & Babylon                                                                  | Dance          | LOEN Entertainment                        |
| 09           | "HOLUP (Mino)" "Body (Mino)" "Hit Me" "Full House" | The MOBB                | MOBB (Mino & Bobby)                                                                       | Rap, Hip Hop   | YG Entertainment                          |
| 09           | "Carnival"                                         | End Again               | Gain                                                                                      | por anunciar   | Mystic Entertainment                      |
| 09           | "Vroom Vroom"                                      | Vroom Vroom             | Crayon Pop                                                                                | Pop            | Chrome Entertainment                      |
| 12           | "Summer Dream"                                     | Summer Dream            | Kim Juna                                                                                  | por anunciar   | Music K Entertainment                     |
| 13           | 'por anunciar                                      | Gentlemen's Game        | 2PM                                                                                       | Dance          | JYP Entertainment                         |
| 13           | "Mr. Potter"                                       | Spell                   | DIA                                                                                       | Dance          | MBK Entertainment                         |
| 13           | "Hold On, Baby"                                    | Hold On, Baby           | Yoon Mi-rae                                                                               | por anunciar   | Feel Ghood Music                          |
| 17           | "Dancing King"                                     | Dancing King            | EXO x Yoo Jae Suk                                                                         | Dance          | SM Entertainment                          |
| 19           | "The Eye"                                          | Infinite Only           | INFINITE                                                                                  | Dance          | Woollim Entertainment                     |
| 19           | "Stand By My Side"                                 | Stand By My Side        | BTOB-BLUE                                                                                 | Ballad         | Cube Entertainment                        |
| 20           | "Bobby doll"                                       | Bobby Doll              | Song Jieun                                                                                | Pop            | TS Entertainment                          |
| 21           | "New York"                                         | New York                | MAMAMOO                                                                                   | por anunciar   | Rainbow Bridge World                      |
| 26           | "So I Can Be Excited"                              | Pink Revolution         | A Pink                                                                                    | por anunciar   | Plan A Entertainment                      |
| 27           | "Hard Carry"                                       | Flight Log: Turbulence  | GOT7                                                                                      | Hip Hop, Dance | JYP Entertainment                         |
| 29           | "Now"                                              | Now                     | Jongup (B.A.P)                                                                            | Dance          | TS Entertainment                          |
| 29           | por anunciar                                       | FRI. SAT. SUN           | Dal Shabet                                                                                | por anunciar   | Happy Face Entertainment                  |
| 30           | por anunciar                                       | por anunciar            | T-ARA                                                                                     | por anunciar   | MBK Entertainment                         |
| por anunciar | por anunciar                                       | por anunciar            | SHINee                                                                                    | por anunciar   | SM Entertainment                          |
| por anunciar | por anunciar                                       | por anunciar            | Seogoong                                                                                  | por anunciar   | por anunciar                              |
| por anunciar | por anunciar                                       | por anunciar            | BIGSTAR                                                                                   | por anunciar   | Brave Entertainment                       |
| por anunciar | por anunciar                                       | por anunciar            | Ailee                                                                                     | por anunciar   | YMC Entertainment                         |
| por anunciar | por anunciar                                       | por anunciar            | Hello Venus                                                                               | por anunciar   | Fantagio Entertainment                    |
| por anunciar | por anunciar                                       | por anunciar            | KNK                                                                                       | por anunciar   | YNB Entertainment                         |
| por anunciar | por anunciar                                       | por anunciar            | B1A4                                                                                      |                | WM Entertainment                          |
| por anunciar | por anunciar                                       | por anunciar            | Jungiggo                                                                                  | por anunciar   | Starship Entertainment                    |
| por anunciar | por anunciar                                       | por anunciar            | Sechs Kies                                                                                | por anunciar   | YG Entertainment                          |
| por anunciar | por anunciar                                       | por anunciar            | DreamStation (Key (SHINee), Amber (f(x)),Luna (f(x)), Jungmo (TRAX) & Johnny (SM Rookies) | EDM            | SM Entertainment, ScreaM Records          |

### Outubro
| Data         | Título(s) | Single / Álbum        | Artista(s)   | Gênero(s)      | Gravadora(s)              |
| ------------ | --- | --------------------- | ------------ | -------------- | ------------------------- |
| 5            | "Feeling Sensation" | Feeling Sensation     | SF9          | por anunciar   | FNC Entertainment         |
| 10           | "Juicy Secret" | por anunciar          | GIRLS GIRLS  | Dance          | H Brothers Entertainment  |
| 10           | "Blood, Sweat and Tears" | Wings                 | BTS          | Hip Hop, Dance | Big Hit Entertainment     |
| 20           | "Stay With Me" (lançamento 12 de outubro de 2016) "All I Wanna Do (K)" (ft. Hoody, Loco) (lançamento 20 de outubro de 2016) "Drive" (ft. Gray) (lançamento 20 de outubro de 2016) "Me Like Yuh" (lançamento 26 de outubro de 2016) | Everything You Wanted | Jay Park     | Soul, R&B      | AOMG                      |
| por anunciar | por anunciar | por anunciar          | Rainbow      | Dance          | DSP Media                 |
| por anunciar | por anunciar | por anunciar          | SHINHWA      | Dance          | Shinhwa Company           |
| por anunciar | por anunciar | por anunciar          | TWICE        | por anunciar   | JYP Entertainment         |
| por anunciar | por anunciar | por anunciar          | Black Pink   | por anunciar   | YG Entertainment          |
| por anunciar | por anunciar | por anunciar          | Jeon Ji-yoon | por anunciar   | JS E&M                    |
| por anunciar | por anunciar | por anunciar          | MONSTA X     | por anunciar   | Starship Entertainment    |
| por anunciar | por anunciar | por anunciar          | NCT          | por anunciar   | SM Entertainment          |
| por anunciar | por anunciar | por anunciar          | 24K          | por anunciar   | Choeun Entertainment      |
| por anunciar | por anunciar | por anunciar          | I.O.I        | por anunciar   | YMC Entertainment, CJ E&M |
| por anunciar | por anunciar | por anunciar          | SE7EN        | por anunciar   | ELEVEN9 Entertainment     |
| por anunciar | por anunciar | por anunciar          | GIRL'S DAY   | Dance          | Dream T Entertainment     |
| por anunciar | por anunciar | por anunciar          | Sonamoo      | por anunciar   | TS Entertainment          |
| por anunciar | por anunciar | por anunciar          | 100%         | por anunciar   | TOP Media                 |
| por anunciar | por anunciar | por anunciar          | MAMAMOO      | por anunciar   | Rainbow Bridge World      |
| por anunciar | por anunciar | por anunciar          | Ladies' Code | por anunciar   | Polaris Entertainment     |